# (10060) Amymilne
(10060) Amymilne es un asteroide perteneciente al cinturón de asteroides descubierto por Eugene Merle Shoemaker y Carolyn Jean S. Shoemaker el 12 de abril de 1988 desde el observatorio del Monte Palomar, Estados Unidos.

## Designación y nombre
Amymilne recibió inicialmente la designación de 1988 GL.
Más tarde, en 2002, se nombró en honor de Amy Rae Milne.

## Características orbitales
Amymilne orbita a una distancia media del Sol de 2,446 ua, pudiendo acercarse hasta 1,984 ua y alejarse hasta 2,908 ua. Tiene una inclinación orbital de 15,21 grados y una excentricidad de 0,1889. Emplea 1397 días en completar una órbita alrededor del Sol. El movimiento de Amymilne sobre el fondo estelar es de 0,2577 grados por día.

## Características físicas
La magnitud absoluta de Amymilne es 13,8 y el periodo de rotación de 2,727 horas.